# SimEarth
SimEarth: The Living Planet (англ. «The Living Planet» — рус. «Живая планета») — компьютерная игра в жанре симулятора жизни, разработанная и выпущенная компанией Maxis в 1990 году.
Игра представляет собой симуляцию различных воздействий на планету, терраформинг, возникновение на ней жизни и её эволюцию. Игровая модель построена на возникновении жизни по Гипотезе Геи Дж. Лавлока.
Создатель игры — Уилл Райт — ранее также разработал другую игру серии — SimCity, которая сконцентрирована на развитии города; также тема возникновения жизни стала основной в игре Spore, вышедшей в 2008 году.
Первоначально игра была разработана для персонального компьютера под управлением DOS; благодаря дальнейшему успеху, игра была портирована на Commodore Amiga, TurboGrafx-16 / TurboDuo, X68000, Sega Mega-CD, Super NES, Wii, Apple Macintosh и ОС Windows.

## Игровой процесс
В SimEarth игрок может управлять атмосферой экзопланеты, её температурой, изменять сушу и т. д., после чего затем размещать различные формы жизни и наблюдать, как они развиваются. Поскольку SimEarth представляет собой программу-игрушку, она не имеет каких-либо целей, которых должен достичь игрок. Серьёзной проблемой является развитие разумной жизни и развитие новых цивилизаций. Этапы развития планеты можно восстанавливать и повторять, пока планета «не погибнет» через десять миллиардов лет после своего создания, поскольку, по расчетам учёных, именно тогда Солнце станет красным гигантом и убьет всю жизнь на планете.
Игровая модель построена на возникновении жизни, исходя из гипотезы Геи, придуманной учёным Джеймсом Лавлоком (который непосредственно помогал с дизайном и написал вступление к инструкции игры), в качестве упрощённого варианта игрок может выбрать модель развития «маргариткового мира».
Игрок полностью управляет планетой с помощью особых индикаторов. Таким образом можно изменять состав атмосферных газов, контролировать разлом материков, размножения и мутации разных форм жизни (чему полностью посвящена ещё одна игра, SimLife). Кроме того, игрок может размещать оборудование или предметы, помогающие развитию планеты, такие как, например, генераторы кислорода, увеличивающие количество кислорода в атмосфере, или «Монолит», заимствованный из фильма Стэнли Кубрика «Космическая одиссея 2001 года», помогающий увеличивать интеллект земных форм жизни через контакт с внеземными цивилизациями.
В игре можно столкнуться с рядом стихийных бедствий, например с тропическими циклонами и пожарами. На популяции разных видов влияют многие факторы, в том числе эпидемии болезней или и загрязнение окружающей среды. Влияние на планету может быть незначительным или достаточно серьёзным, в зависимости от текущих условий. Увеличение извержения вулканов, например, увеличивает количество пыли в атмосфере и снижает глобальную температуру; землетрясение в водоеме может вызвать цунами; недостаток ядерного топлива для ядерно-зависимой цивилизации может потенциально вызвать ядерную войну.
Все действия игрока имеют стоимость, указанную в «единицах энергии» или «омега (Ω) единицах». Энергетический бюджет зависит от уровня развития планеты и от выбранного уровня сложности; на низком уровне сложности энергетический бюджет неограничен.
Игровой процесс может быть непредсказуемым; виды могут процветать или вымирать без веских причин. Массовые вымирания, однако, часто становятся следствием новых периодов эволюции и позволяют игроку экспериментировать с новыми комбинациями видов и экосистем.